# تشيتا ديلا بيفي
تشيتا ديلا بيفي (بالإيطالية: Città della Pieve)‏ هي بلدية في مقاطعة بيرودجا في إقليم أومبريا في إيطاليا.

## السكان
في سنة 1861 بلغ عدد السكان 6٬630 نسمة، وتطور العدد ليصل في سنة 2011 لـ 7٬803 نسمة.
يظهر هذا المخطط البياني تطور النمو السكاني لـ تشيتا ديلا بيفي

## أعلام
- بيترو بيروجينو